# Holothuria forskali
Holothuria forskali är en sjögurkeart som beskrevs av Chiaje 1841. Holothuria forskali ingår i släktet Holothuria och familjen Holothuriidae. Inga underarter finns listade i Catalogue of Life.

## Bildgalleri

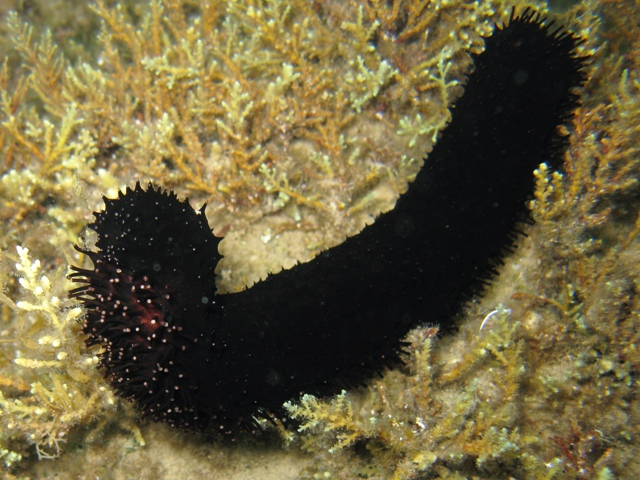
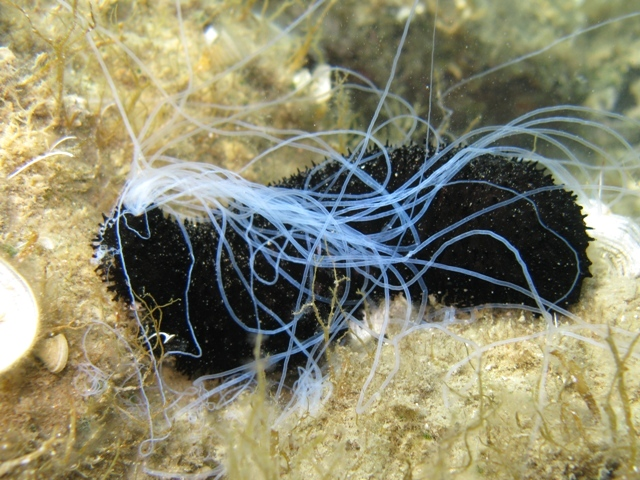
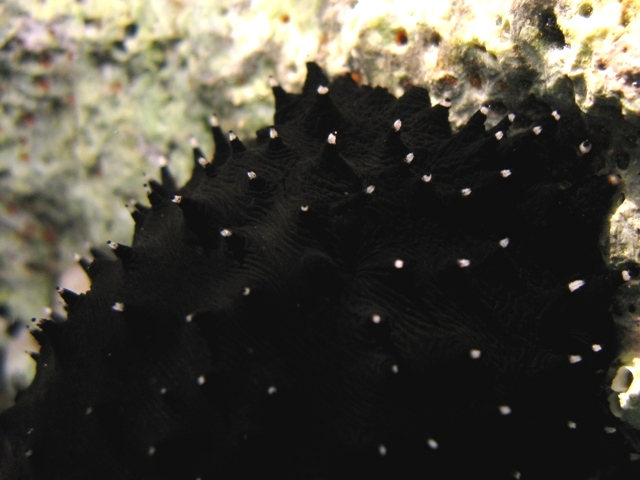
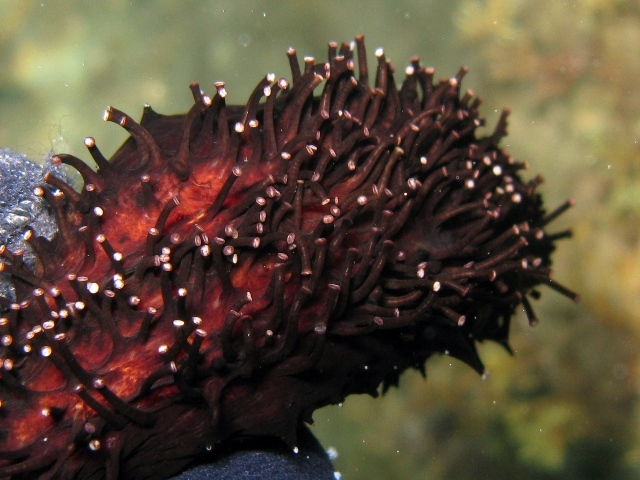